# Aleksander Derlukiewicz
Aleksander Derlukiewicz, ps. Olek (ur. 7 lutego 1916 w Łomazach) – żołnierz Batalionów Chłopskich, komendant obwodu Biała Podlaska Okręgu Lublin tej organizacji.
Aleksander Derlukiewicz urodził się jako syn Wincentego i Marianny. Po wybuchu II wojny światowej rozpoczął działalność podziemną. Został komendantem gminnym Batalionów Chłopskich w Łomazach, a później aż do 1942 komendantem obwodu Biała Podlaska tej organizacji. Jego następcą na tym stanowisku był Bogdan Wilamowski-Korolewicz. Aleksander Derlukiewicz był również członkiem kierownictwa Stronnictwa Ludowego „Roch” w powiecie bialskim. Jego powojenne losy nie są znane.